# Вербовець (Кременецький район)

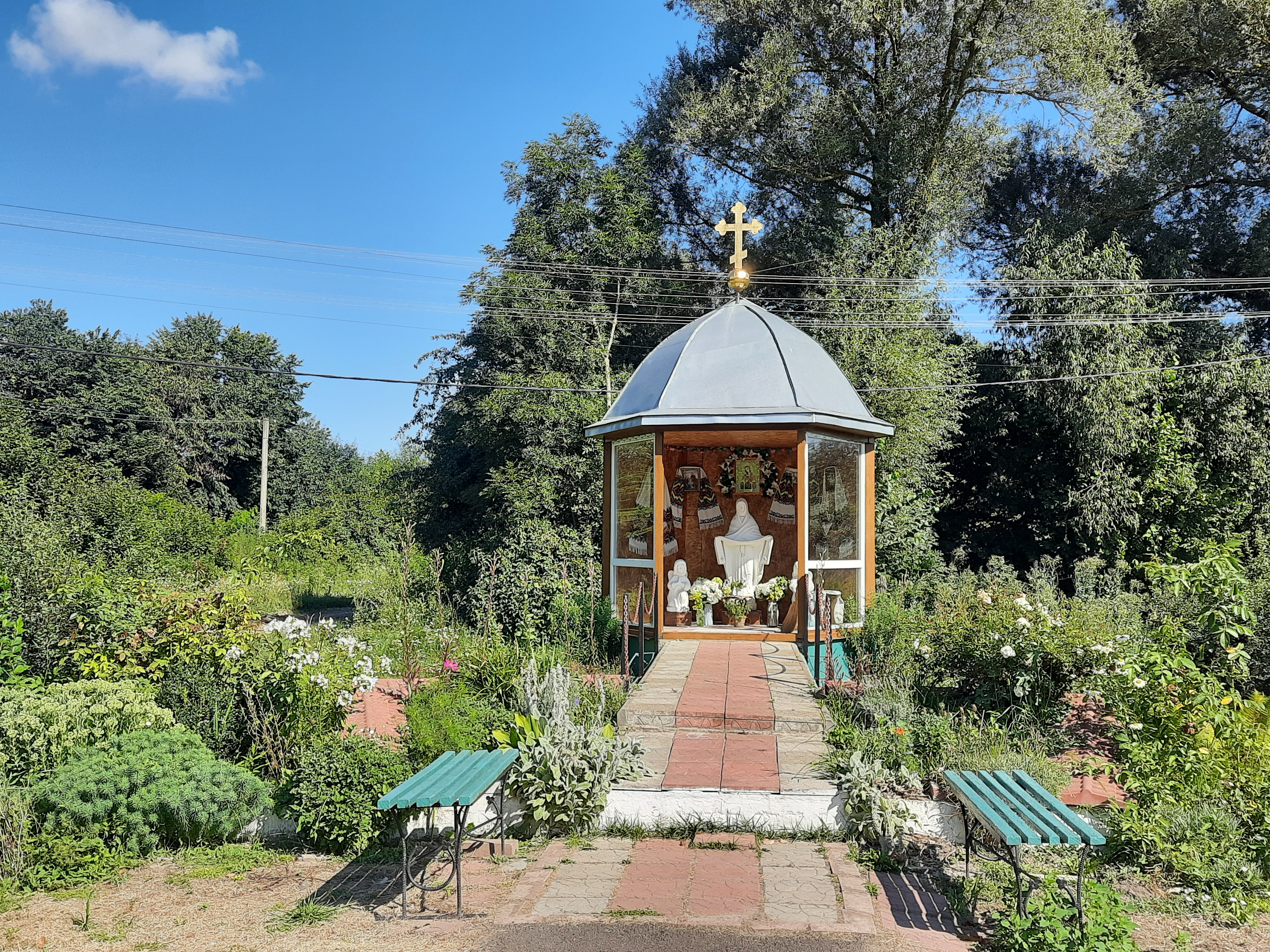
Капличка

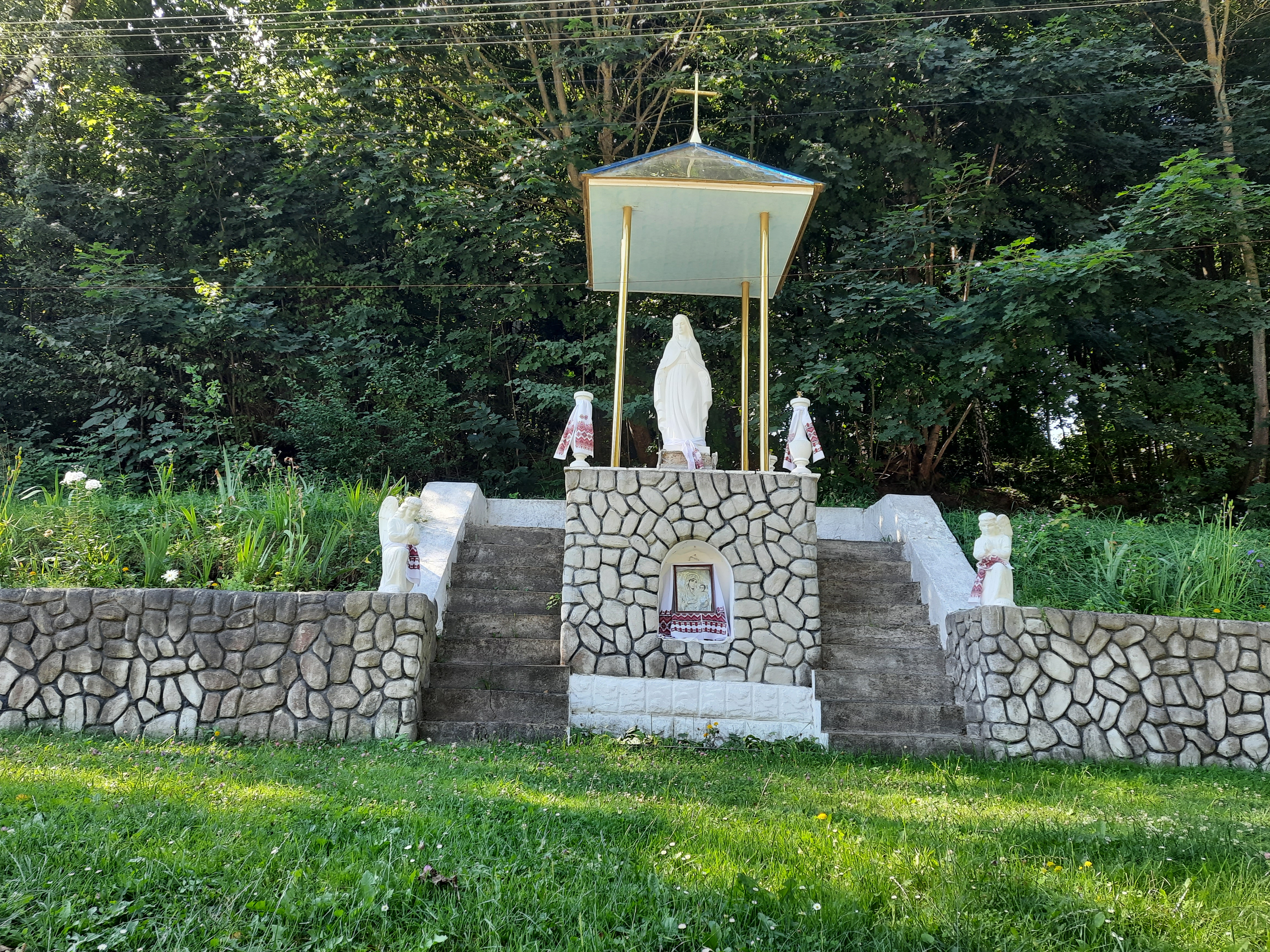
Статуя Божої Матері

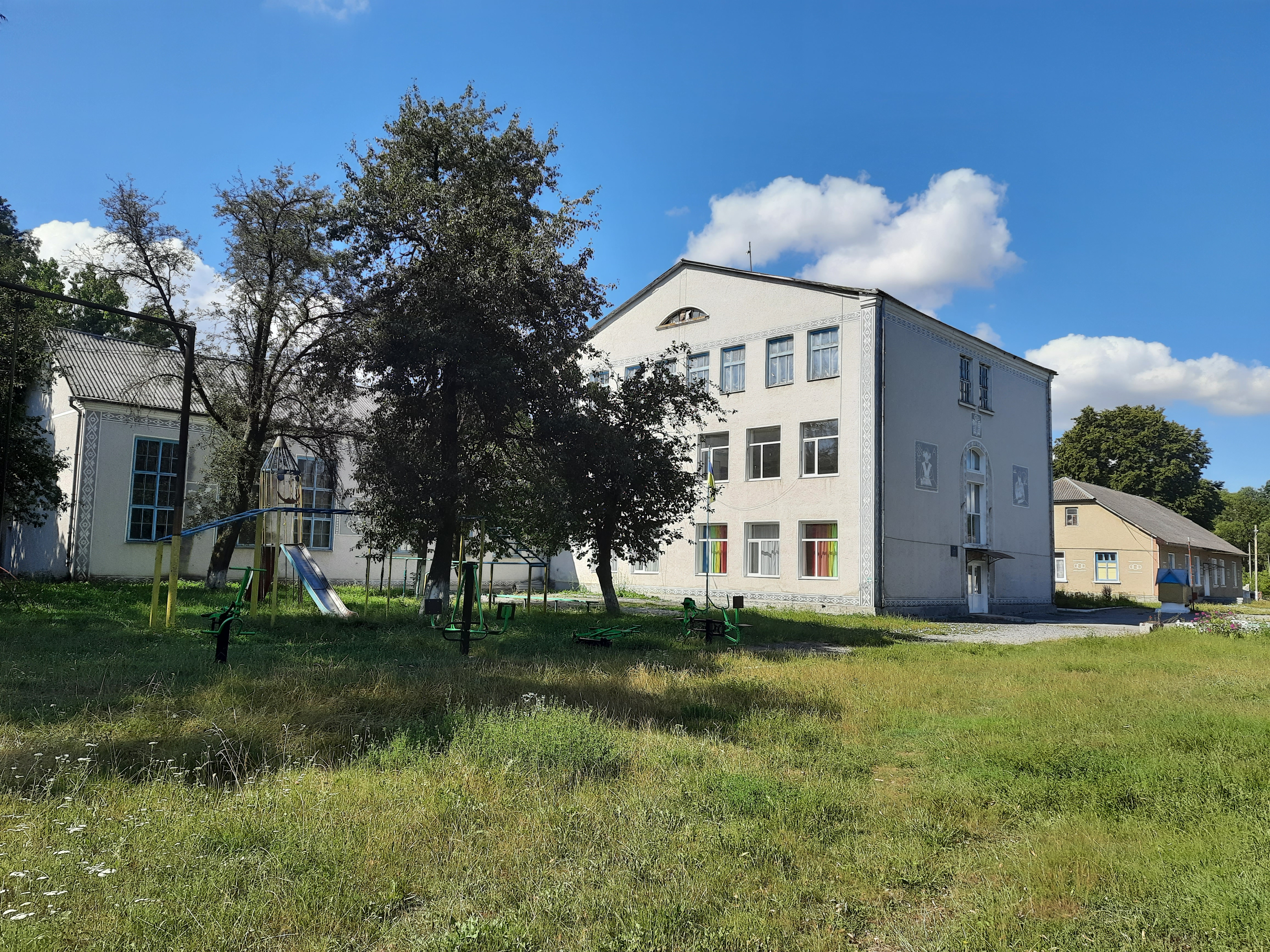
Школа

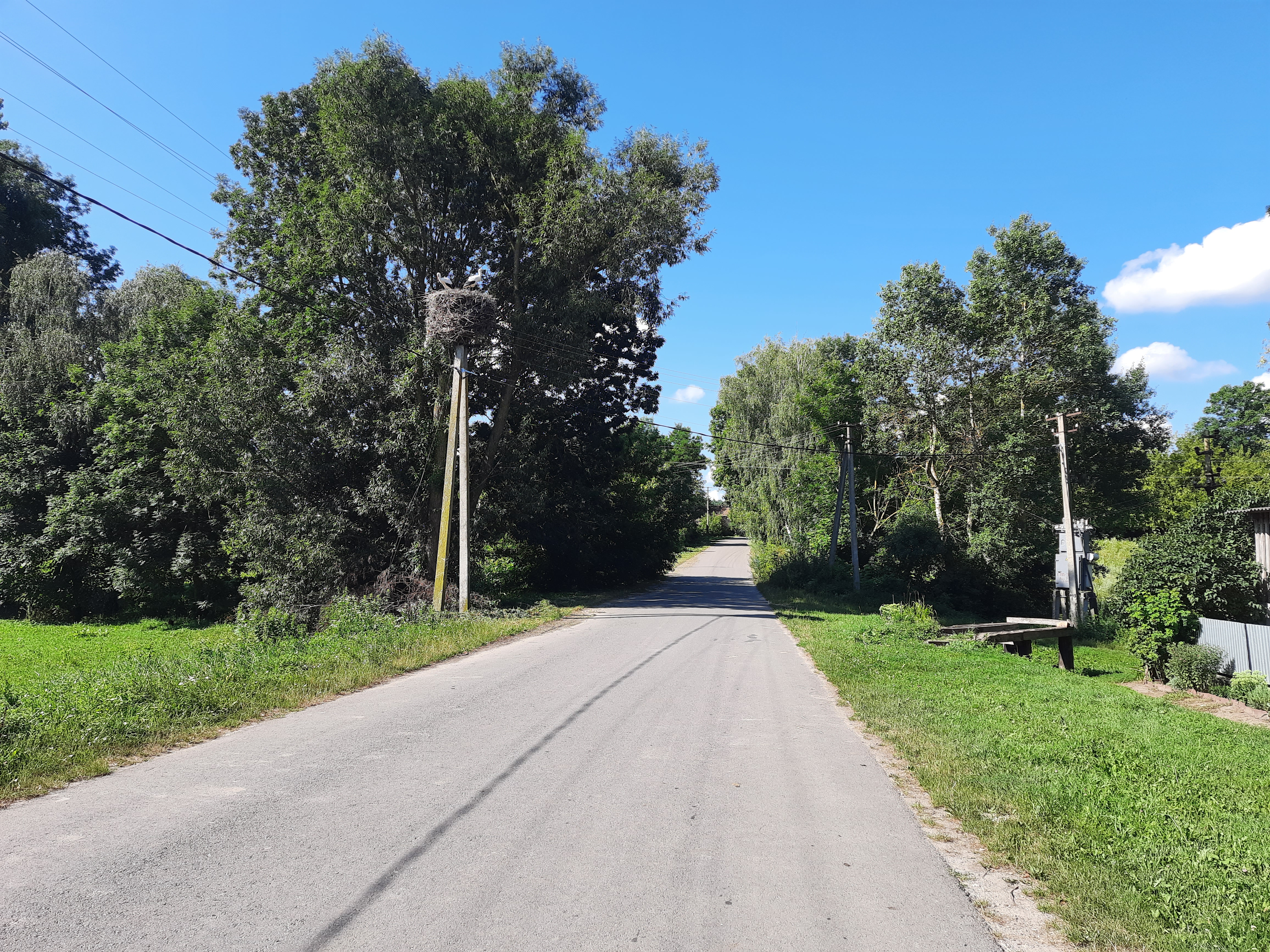
Сільська вулиця

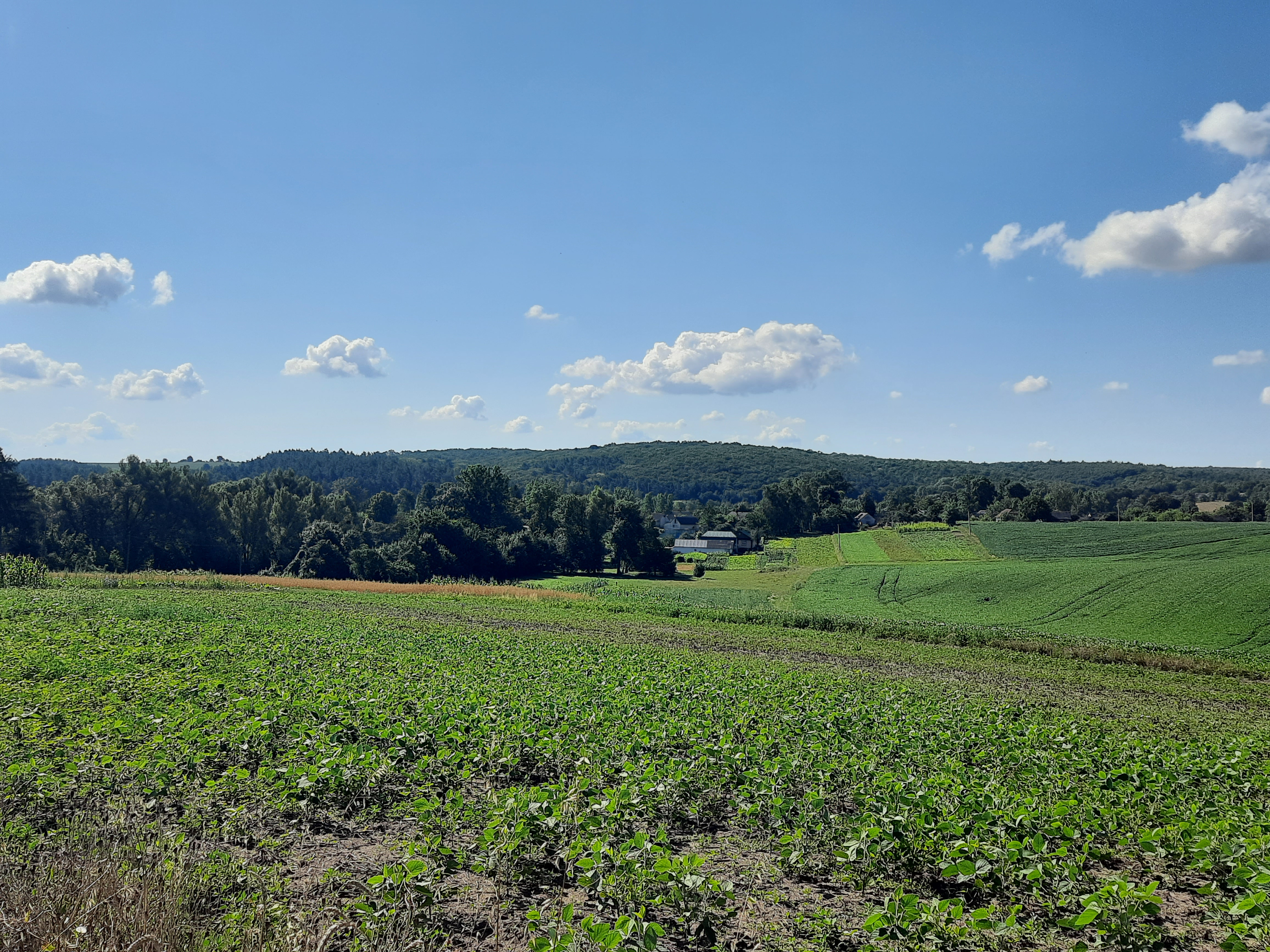
Сільський краєвид

Ве́рбовець — село в Україні, у Лановецькій міській громаді Кременецького району Тернопільської області. До Вербівця належав хутір Діброва (до 1951; нині належить до села Коханівка. До 2020 року центр Вербовецької сільської ради.
Населення — 968 осіб (2003).

## Географія
Село Вербовець знаходиться біля витоків річки Жирак, на заході району. Нижче за течією на відстані 1 км розташоване село Мартишківці.

## Історія

### Виникнення
Село має свою історію, яка сягає у сиву давнину. В «Статистических описаниях церквей Волынской губернии» Н. З. Теодоровича Вербовець (Вербова) як володіння збаразького князя Солтана датується 9 липням 1463 р. Село Солтану було подаровано литовським князем Свидригайлом за вірну службу.
Однак, як свідчать археологічні розкопки і легенди, село значно давніше. З переказів відомо, що в давні часи невелике поселення було розташоване дещо в іншому місці. Де зараз Стадниця, були Малі Комаринці, а Великі Комаринці — ліворуч від Рудки, у сторону до Глибокої долини. Там і тепер знаходять уламки глиняного посуду. А на горі, що над Рудкою, був цвинтар, який тягнувся аж до хуторів села Мартишківці.
Жителі села Комаринці вимерли від епідемії чуми. Щоб заселити поміщицькі землі, обробляти їх, почали вербувати людей з інших сіл. Назва села пішла від слова «вербувати», але дехто назву пояснював простіше. Завербовані поселились в долині, поблизу річки, біля якої росли верби. Село назвали Вербовець (Вербова).

### Татарські напади і бої в околиці
Вербовець, як і навколишні села, пустошили татарські орди, шляхетське панування, кріпаччина, холера, чума, голод, нальоти сарани, що виїдала все.
Село палили загони Куремси та Бурундая. Під Білкою, яка межує з Вербівцем, у 1474 р. литовсько-русько-польські війська розгромили татар. З початку навали Батия до кінця XVII ст. монголо-татари 42 рази нападали на цей край.
У хроніці Стрийковського Матвія розповідається, що 28 квітня 1512 р. Острозький Костянтин з 4000 волинян і поляків під Лопушно розгромив 25-тисячну орду перекопських татар і звільнив під Білкою 16 тисяч чоловіків, жінок і дітей з ясиру. Восени 1618 р. знову велика татарська орда дісталась Поділля, спалила Білку і всі навколишні села. Не оминуло це лихо і Вербівця. А Костянтин Острозький, правдоподібно, добирався зі своїм військом з-під Лопушно до Крем'янця Вербовецьким шляхом, що був основним сполученням між містами: Вишгородок-Вишнівець-Крем'янець.

### Під владою Речі Посполитої і Російської імперії
Волинь, яка була під владою і Литви, і Польщі, і Росії, не мала можливості для національного розвитку. У Вербовець, як і в усі села Волині, прийшла кріпаччина. Ще в другій половині XVI ст. внаслідок запровадження фільваркових господарств селяни втратили землю і стали безземельними. Все це зміцнювало матеріальне становище феодалів.
Усі землі навкруги належали князям Вишневецьким. Як свідчать архівні джерела, а також опис до карти «Волинське воєводство, 1629 р., поселення і володіння», видані у 1930 р. вченими Київського університету, на той час Вербовець вважався містом. Тут нараховувалось 58 димів, проти старовинного сусіднього Вишгородку, де було 111 димів. Поруч із Вербівцем розташовувались: Шепелівка — 56 димів (нині це вулиця села), Старики — 36 димів. Посесором Вербовця, Стариків і Шепелівки був Жоравницький Ян. До Вербовецької волості входили села Лопушно, Пахинки (зараз — Пахиня) з посесором Людзицькою Доротою, де разом нараховувалось 121 дим, Корначівка, Голубе (ще одне невідоме на сьогодні поселення), Шили, де посесором був Лобос Даміян, Білка у 16 димів, де посесором був Ручицький Албрихт. Таким чином, до Вербовецької волості входило 9 поселень у 380 димів з центром у місті Вербовець.
У першій половині XVII ст. село Вербовець належало до Крем'янецького повіту. У селі було 2636 га землі, 1592 морги належало поміщиці Охоцькій, 589,8 га — графу Ржевуському. Решта землі була в користуванні селян, церкви.
В селі було дві корчми. Одна — біля шляху, яким їздили купці з Вишгородка в Крем'янець, друга — в центрі села. Неподалік від корчми була пивоварня. Власником її був пан, що мешкав у селі Борсуках, а в корчмі порядкував єврей, присланий паном.

Діяло товариство «Просвіта» (від 1932).
На 1936 рік село входило до ґміни Вишгородок Кременецького повіту.

### Незалежна Україна
12 червня 2020 року, відповідно до розпорядження Кабінету Міністрів України № 724-р «Про визначення адміністративних центрів та затвердження територій територіальних громад Тернопільської області» увійшло до складу Лановецької міської громади.
19 липня 2020 року, в результаті адміністративно-територіальної реформи та ліквідації Лановецького району, село увійшло до складу Кременецького району.

## Символіка
Затверджена 21 січня 2005 р. рішенням XV сесії сільської ради IV скликання. Герб є промовистим.
Автори — Сергій Ткачов, Валерій Напиткін.

### Герб
В червоному щиті срібна підкова, обернена ріжками догори, всередині якої — срібний лапчастий хрест. Підкова вгорі супроводжується золотою вербовою гілкою в стовп.
Щит обрамований декоративним картушем і увінчаний золотою сільською короною.
Підкова — частина родового герба Ржевуських «Кривда». Срібний хрест — символ Волині, а вербова гілка означає назву села.

### Прапор
У центрі квадратного червоного полотнища біла перекинута підкова, усередині якої білий розширений хрест, зверху жовта гілка верби.

## Топоніми
Вулиці села:
- Підляшшя (Підлісся, Підляша)
- Зайцева гора
- Зазамська
- Зажереєва
- Долини
- Корея
- Шепелівка
- Куток
- Зарічка

## Пам'ятки
Є церква святого Миколая Чудотворця (1818; мурована), капличка на відзнаку 10-ї річниці незалежності України (2001).

## Пам'ятники
Встановлено:
- хрест на честь скасування панщини,
- пам'ятник воїнам-односельцям, полеглим у німецько-радянській війні (1985),
- погруддя Тараса Шевченка (1989),
- хрест на могилі вояків Армії УНР, яких вбили більшовики 1920;
- символічний березовий хрест на могилі вояків УПА

Споруджено пам'ятник Борцям за волю України (1995).

## Соціальна сфера
Діють загальноосвітня школа І-III ступенів, Будинок культури, бібліотека, ФАП, відділення зв'язку.

## Відомі люди

### Народилися
- Анатолій Барвінський (нар. 1950) — український вчений у галузі диференціальних рівнянь і математичної фізики;
- Василь Гаргула (нар. 1941) — український вчений в галузі медицини, доцент Тернопільського державного медичного університету;
- Олег Дробоцький (1996—2023) — український художник, фотограф, військовослужбовець, учасник російсько-української війни;
- Леонід Середницький (нар. 1941) — український вчений у галузі нафтогазової промисловості, господарник, громадський діяч;
- Яків Смолій (нар. 1961) — український банкір, заступник голови Національного банку України (курував готівковий обіг, IT і платіжні системи)
- Григорій Штонь (нар. 1941) — український поет, прозаїк, драматург, літературознавець, літературний критик, кіносценарист, художник.
- Зіновій Зажерей (1986-2022) — український військовик, учасник російсько-української війни.[5]

### Проживали
- Петро Болехівський-Боян  (1910—1995) — український оперний співак (баритон), композитор, громадський діяч, діяч ОУН.
- Володимир Вихрущ (1934-1999) — поет, доктор економічних наук.